# Filip Dewulf
Filip Dewulf (* 15. März 1972 in Mol) ist ein ehemaliger belgischer Tennisspieler.

## Leben
Dewulf trat 1989 bei den Juniorenturnieren der French Open und von Wimbledon an, wo er jeweils in der ersten Runde scheiterte. Im Doppel erreichte er mit Tom Vanhoudt die zweite Runde. Im darauf folgenden Jahr trat er erneut bei der Juniorenkonkurrenz von Wimbledon an, diesmal unterlag er sowohl im Einzel als auch im Doppel in der ersten Runde. 1990 wurde er Tennisprofi und konnte im Lauf seiner Karriere zwei Einzeltitel und einen Doppeltitel auf der ATP World Tour erringen. Zudem gewann er auf der ATP Challenger Tour einen Einzel- sowie sechs Doppeltitel. Die höchste Notierung in der Tennis-Weltrangliste erreichte er 1997 mit Position 39 im Einzel sowie 1993 mit Position 125 im Doppel.
Sein bestes Einzelergebnis bei einem Grand-Slam-Turnier war das Erreichen des Halbfinales der French Open 1997. Zunächst spielte er sich durch drei Qualifikationsrunden, wobei er unter anderem Stefano Pescosolido bezwang. Es folgten Siege über Cristiano Caratti, Fernando Meligeni, Albert Portas, Àlex Corretja und Magnus Norman. Im Halbfinale unterlag er schließlich dem späteren Champion Gustavo Kuerten. In der Doppelkonkurrenz trat er nie bei einem Grand-Slam-Turnier an.
Dewulf spielte zwischen 1991 und 2001 28 Einzel- sowie 14 Doppelpartien für die belgische Davis-Cup-Mannschaft. Seinen größten Erfolg mit der Mannschaft hatte er 1999, als er mit Belgien im Halbfinale der Weltgruppe stand. Frankreich siegte schließlich mit 4:1, sein Einzel verlor Dewulf dabei in fünf Sätzen gegen Cédric Pioline.

## Erfolge
| Legende                       |
| Grand Slam                    |
| Tennis Masters Cup            |
| ATP Masters Series            |
| ATP International Series Gold |
| ATP International Series (3)  |
| ATP Challenger Tour (7)       |

### Einzel

#### Turniersiege

##### ATP Tour
| Nr. | Datum | Turnier   | Belag   | Finalgegner   | Ergebnis           |
| --- | ----- | --------- | ------- | ------------- | ------------------ |
| 1.  | 1995  | Wien      | Teppich | Thomas Muster | 7:5, 6:2, 1:6, 7:5 |
| 2.  | 1997  | Kitzbühel | Sand    | Julián Alonso | 7:6, 6:4, 6:1      |

##### Challenger Tour
| Nr. | Datum        | Turnier   | Belag | Finalgegner         | Ergebnis |
| --- | ------------ | --------- | ----- | ------------------- | -------- |
| 1.  | 15. Mai 2000 | Edinburgh | Sand  | Marcelo Charpentier | kampflos |

### Doppel

#### Turniersiege

##### ATP Tour
| Nr. | Datum | Turnier | Belag | Partner      | Finalgegner                 | Ergebnis |
| --- | ----- | ------- | ----- | ------------ | --------------------------- | -------- |
| 1.  | 1993  | Umag    | Sand  | Tom Vanhoudt | Jordi Arrese Francisco Roig | 6:4, 7:5 |

##### Challenger Tour
| Nr. | Datum              | Turnier    | Belag   | Partner           | Finalgegner                        | Ergebnis      |
| --- | ------------------ | ---------- | ------- | ----------------- | ---------------------------------- | ------------- |
| 1.  | 17. August 1992    | Genf       | Sand    | Tom Vanhoudt      | Alfonso Mora Marcelo Rebolledo     | 6:3, 6:2      |
| 2.  | 14. September 1992 | Casablanca | Sand    | Tom Vanhoudt      | Karol Kučera Andrei Merinow        | 7:5, 6:3      |
| 3.  | 1. Februar 1993    | Lippstadt  | Teppich | Martin Laurendeau | David Engel Peter Nyborg           | 7:6, 4:6, 7:6 |
| 4.  | 16. August 1993    | Graz       | Teppich | Tom Vanhoudt      | Jordi Arrese Francisco Roig        | 6:7, 6:2, 6:3 |
| 5.  | 13. September 1993 | Budapest   | Sand    | Tom Vanhoudt      | Stefano Pescosolido Massimo Valeri | 7:5, 6:3      |
| 6.  | 13. September 1993 | Prag       | Sand    | Vojtěch Flégl     | Petr Pála David Škoch              | 2:6, 6:1, 6:4 |